# Гетто в Самборе
Са́мборское гетто (1942—1943) — еврейское гетто, место принудительного переселения евреев города Самбора, — окружного центра Дистрикта Галиция и близлежащих населённых пунктов в процессе преследования и уничтожения евреев во время оккупации территории Украины войсками нацистской Германии в период Второй мировой войны.

## История

### До создания гетто
Самбор был оккупирован частями вермахта 29 июня 1941 года, через семь дней после объявления Германией войны СССР.
Через 2 дня 1 июля, местные националисты под контролем немцев организовали еврейский погром, в результате которого было убито 50 евреев. По данным историка Александра Круглова жертвами погрома 1 июля пали 120 человек. Через несколько дней оккупационными властями был создан юденрат под председательством Леона Снайгера.
1942 год, февраль. Взяты в заложники и расстреляны 32 человека из числа еврейской общины города.
4 августа 1942 года В лагерь смерти Белжец из города и близлежащих населённых пунктов были вывезено около 6 тысяч евреев.
25 сентября 1942 года. Самборский юденрат, по приказу гестапо отобрал для расстрела около 300 старых и больных евреев, которые были расстреляны в тот же день. По данным Российской Еврейской Энциклопедии погибло около 100 стариков.
17 октября 1942 года. В городе начались так называемые «еврейские акции».
18 октября 1942 года. Из города в лагерь смерти Белжец вывезено около 900 человек еврейского населения.
23 октября 1942 года. Из города в лагерь смерти Белжец вывезено 460 евреев.

### После создания гетто
10 ноября 1942 года. Обергруппенфюрер СС Фридрих Крюгер издал распоряжение, согласно которому до 1 декабря 1942 года предписывалось создать еврейские гетто в ряде городов Западной Украины, включая Самбор.
13 февраля 1943 года. Были расстреляны около 500 евреев, схваченных вне гетто.
14 апреля 1943 года. В гетто были расстреляны около 1200 человек.
5 -10 июня 1943 года. Ликвидация гетто. В течение нескольких дней было расстреляно 1500 человек.
После ликвидации гетто в городе производились расстрелы скрывавшихся евреев:
23 июня 1943 года расстреляно около 100 чел.,
6 июля 1943 года — 25 чел.

### Помощь евреям
В Западной Украине евреям помогали католические священнослужители. По данным польских исследователей, 34 монастыря и католические организации участвовали в спасении евреев. Они снабжали узников гетто документами и помогали им бежать в Венгрию. Католические монахи ордена Святой Марии спасли в Самборе более 10 еврейских детей.
В 1943 году только во Львовской области нацисты казнили более 100 украинцев, прятавших евреев. Аналогичная расправа проводилась и в других областях Западной Украины. 27 украинцев и поляков были убиты в Самборе. Всего же число казненных за помощь евреям в Галиции составляет более 170 человек.
После освобождения Самбора частями РККА в августе 1944 года, в город вернулось только 150 евреев.

## Организаторы и исполнители
- Фридрих Вильгельм Крюгер -покончил жизнь самоубийством в 1945 году..
- Ханс Михаэль Франк — после окончания войны арестован и приговорен к смертной казни на Нюрнбергском процессе. Приговор приведён в исполнение 16 октября 1946 года.

## Память
В 2001 году на средства Д.Гарднера (Канада) установлен памятный знак на месте расстрела евреев на старом еврейском кладбище.

## Комментарии
1. ↑  По данным сетевого ресурса «Еврейская община города Самбора» на jewishgen.org: «В конце июня 1941 года в городе создаётся юденрат во главе с доктором Simon Schneidscher, среди его коллег:, Becker, Dr. Frei, Dr. Halprin, Lerer, Shnur, Dr. Zausner. Также была создана Еврейская полиция во главе с неким Stahl.»Оригинальный текст (англ.)At the end of June 1941, a Judenrat was set up, with Dr. Simon Schneidscher chairman, and among his colleagues, Becker, Dr. Frei, Dr. Halprin, Lerer, Shnur, Dr. Zausner. A Jewish police force was also established headed by Stahl